# 821
Раннє Середньовіччя •  Епоха вікінгів •  Золота доба ісламу •  Реконкіста.
У Східній Римській імперії триває правління Михаїла II Травла. У Франкському королівстві триває правління Людовика Благочестивого. Північ Італії належить Каролінзькій імперії, Рим і Равенна під управлінням Папи Римського, герцогства на південь від Римської області незалежні, деякі області на півночі та на півдні належать Візантії. Піренейський півострів, окрім Королівства Астурія, займає Кордовський емірат. В Англії триває період гептархії. Існують слов'янські держави: Карантанія, як васал Франкського королівства, та Перше Болгарське царство.
Аббасидський халіфат очолює аль-Мамун. У Китаї править династія Тан. Велика частина Індії під контролем імперії Пала. У Японії триває період Хей'ан. Хозарський каганат підпорядкував собі кочові народи на великій степовій території між Азовським морем та Аралом. Територію на північ від Китаю займає Уйгурський каганат.
На території лісостепової України в IX столітті літописці згадують слов'янські племена білих хорватів, бужан, волинян, деревлян, дулібів, полян, сіверян, тиверців, уличів. У Північному Причорномор'ї співіснують різні кочові племена, зокрема булгари, хозари, алани, тюрки, угри, кримські готи. Херсонес Таврійський належить Візантії.

## Події
- У Китаї почалося правління Му-цзуна.
- Між Китаєм та Тибетом підписано договір про взаємне визнання.
- Фома Слов'янин, який очолив повстання проти візантійського василевса Михаїла II Травла, підпорядкував собі Анатолію і взяв в облогу Константинополь.
- Син Римського імператора Людовика Благочестивого і сладкоємець Каролінзької імперії Лотар одружився з Ірменгардою Турською.
- Відбулося перше зафіксоване в історії засідання хорватського Сабору. Повстання хорватів проти франків почалося 819 року.